# Тетрасульфид тринеодима
Тетрасульфид тринеодима — бинарное неорганическое соединение
неодима и серы
с формулой Nd3S4,
кристаллы.

## Получение
- Сплавление стехиометрических количеств чистых веществ:

{\displaystyle {\mathsf {3Nd+4S\ {\xrightarrow {2040^{o}C}}\ Nd_{3}S_{4}}}}

## Физические свойства
Тетрасульфид тринеодима образует кристаллы
кубической сингонии,
пространственная группа I 43d,
параметры ячейки a = 0,8524 нм, Z = 4.